# Észak-Korea miniszterelnökeinek listája
Az alábbi szócikk a Koreai Népi Demokratikus Köztársaság (Észak-Korea) kormányfőit tartalmazza.

## Idővonal
1. Kim Ir Szen (Kim Il-sung) (1948. szeptember 9. – 1957. szeptember 20.)
2. Kim Ir Szen (Kim Il-sung) (1957. szeptember 20. – 1962. október 23.)
3. Kim Ir Szen (Kim Il-sung) (1962. október 23. – 1967. december 16.)
4. Kim Ir Szen (Kim Il-sung) (1967. december 16. – 1972. december 28.)
5. Kim Il (Kim Il) (1972. december 28. – 1976. április 29.)
6. Pak Szongcshol (Pak Song-chol) (1976. április 29. – 1977. december 15.)
7. Ri Dzsongok (Ri Jong-ok) (1977. december 15. – 1982. április 6.)
8. Ri Dzsongok (Ri Jong-ok) (1982. április 6. – 1984. január 27.)
9. Kang Szongszan (Kang Song-san) (1984. január 27. – 1986. december 29.)
10. Ri Gunmo (Ri Gun-mo) (1986. december 29. – 1988. december 12.)
11. Jon Hjongmuk (Yon Hyong-muk) (1988. december 12. – 1992. december 11.)
12. Kang Szongszan (Kang Song-san) (1992. december 11. – 1997. február 21.)
13. Hong Szongnam (Hong Song-nam) (1997. február 21. – 1998. szeptember 5.)
14. Hong Szongnam (Hong Song-nam) (1998. szeptember 5. – 2003. szeptember 3.)
15. Pak Pongdzsu (Pak Pong-ju) (2003. szeptember 3. – 2007. április 11.)
16. Kim Jongil (Kim Yong-il)  (2007. április 11. – 2009. április 9.)
17. Kim Jongil (Kim Yong-il) (2009. április 9. – 2010. június 4.)
18. Cshö Jongnim (Choe Yong-rim) (2010. június 4. – 2013. április 1.)
19. Pak Pongdzsu (Pak Pong-ju) (2013. április 1. – 2014. április 9.)
20. Pak Pongdzsu (Pak Pong-ju) (2014. április 9. – 2019. április 11.)
21. Kim Dzserjong (Kim Jae-ryong) (2019. április 11. – 2020. augusztus 13.)
22. Kim Dokhun (Kim Tok-hun) (2020. augusztus 13. – 2024. december 27.)
23. Pak Theszong (2024. december 27. –)